# Heinrich Giesl
Heinrich svobodný pán Giesl von Gieslingen (německy Heinrich Karl Freiherr Giesl von Gieslingen) (7. srpna 1821 Olomouc – 2. července 1905 Vídeň) byl rakousko-uherský generál. Jako absolvent vojenské akademie sloužil v c. k. armádě od roku 1840, jako nižší důstojník se vyznamenal v revolučních letech 1848–1849, kdy byl zraněn ve Vídni a bojoval v Uhrách. Nakonec byl dlouholetým vrchním velitelem c. k. četnictva (1871–1894). V roce 1883 získal titul svobodného pána a ve vojsku dosáhl druhé nejvyšší hodnosti polního zbrojmistra (1889). Vysokých postů v armádě a diplomacii dosáhli také jeho synové Arthur (1857–1935) a Wladimir (1860–1936).

## Životopis

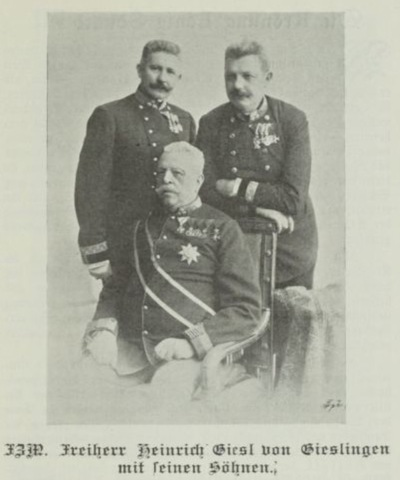
Heinrich Giesl se syny Arthurem a Wladimirem

Narodil se jako syn posádkového velitele v Olomouci Johanna Baptista Giesla. V letech 1833–1840 studoval na Tereziánské vojenské akademii ve Vídeňském Novém Městě a do armády vstoupil jako podporučík k 12. praporu polních myslivců v Uherském Hradišti, kde byl v roce 1843 povýšen na poručíka (jednotka byla později dislokována v Brně). V roce 1848 získal hodnost nadporučíka a doprovázel císařskou rodinu na útěku z revoluční Vídně do Olomouce. Poté se podílel na potlačení revoluce ve Vídni, kde byl zraněn. V letech 1848–1849 bojoval proti maďarským povstalcům a v roce 1849 dosáhl hodnosti kapitána.

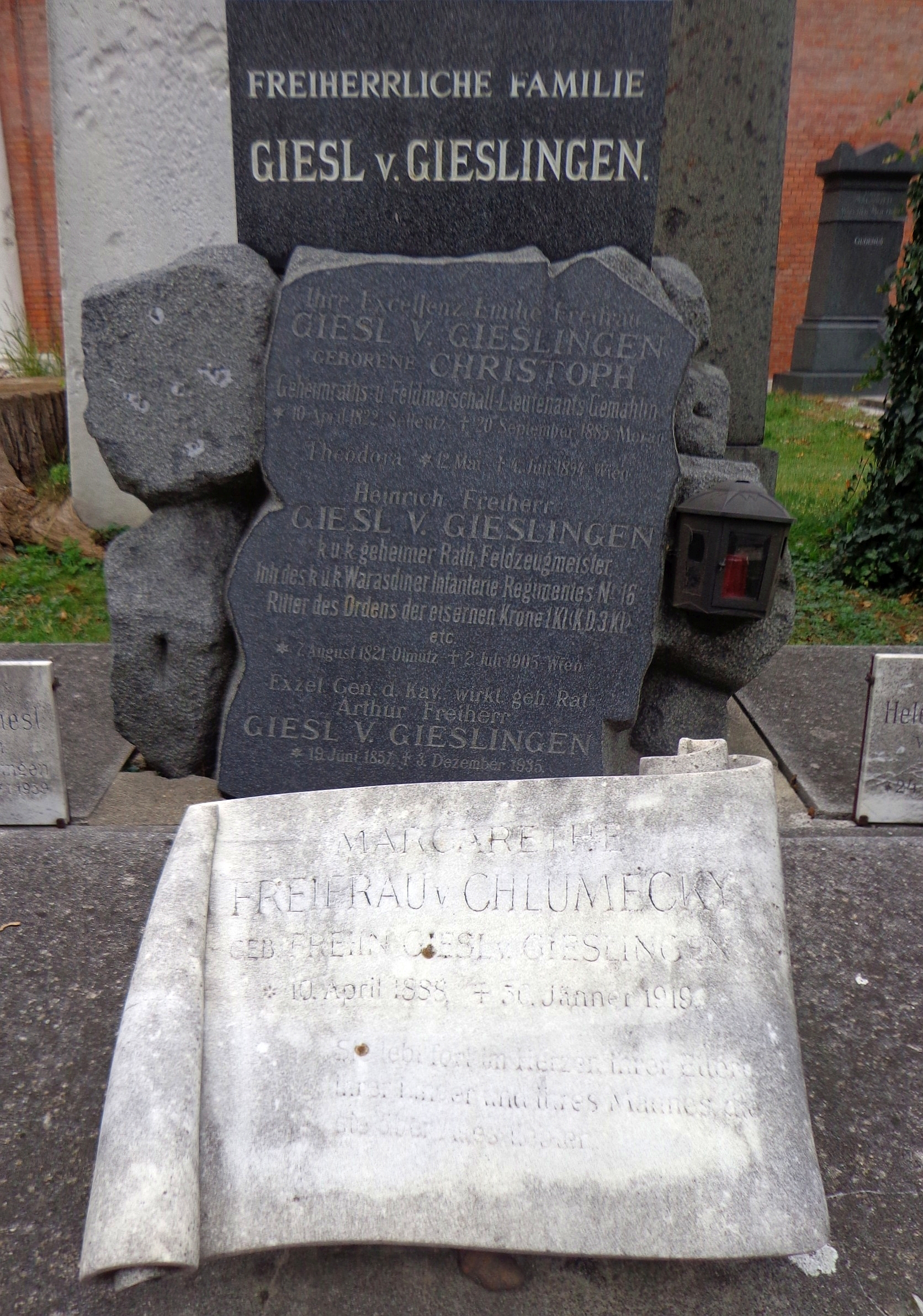
Hrobka rodiny Gieslů na Centrálním hřbitově ve Vídni

Po potlačení revoluce byl přidělen k nově zřízeným jednotkám c. k. četnictva v Uhrách, kde se několikrát podílel na udržování pořádku v Komárně nebo Esztergomu. V roce 1857 byl povýšen na majora a sloužil u 7. pluku četnictva III. armádního sboru v Pécsi. U tohoto pluku strávil několik let a během válek v letech 1859 a 1866 zajišťoval pořádek v jižních Uhrách a ve Vídni. V roce 1865 byl povýšen na podplukovníka a převzal velení vídeňské policie. V roce 1866 dosáhl hodnosti plukovníka, krátce byl zástupcem velitele 72. pěšího pluku v Prešpurku (1869–1870) a velitelem 16. pěšího pluku v Linzi (1870–1871).
V letech 1871–1894 zastával funkci vrchního velitele c. k. četnictva (Gendarmerie General Inspector für die im Reichsrathe vervetrenen Königreiche und Länder)a v roce 1874 získal hodnost generálmajora. Podílel se na organizaci c. k. četnictva a realizaci zákona o četnictvu z roku 1876, kdy byly jednotky převedeny pod c. k. zeměbranu. V roce 1879 dosáhl hodnosti polního podmaršála a nakonec v roce 1889 získal hodnost titulárního polního zbrojmistra. K datu 1. prosince 1894 byl penzionován.
Zemřel ve Vídni 2. července 1905 ve věku 83 let a byl pohřben v rodové hrobce na vídeňském Centrálním hřbitově.
Byl dvakrát ženatý. V roce 1850 se oženil s Marií Emilií Christophovou (1822–1885), jeho druhou manželkou se v roce 1892 stala Marie Luisa Schönová z Liebingenu (1864–1939), dcera dvorního rady a senátního prezidenta Nejvyššího soudního a kasačního dvora Roberta Schöna. Z prvního manželství se narodilo pět dětí, synové Arthur (1857-1935) a Wladimir (1860–1936) sloužili v armádě a oba dosáhli hodnosti generála jezdectva.

## Tituly a ocenění
Rodina užívala od roku 1773 prostý šlechtický titul s predikátem Edler von Gieslingen. Heinrich byl za zásluhy povýšen na rytíře (1863) a nakonec v roce 1883 získal titul svobodného pána. V roce 1884 obdržel titul c. k. tajného rady s nárokem na oslovení Excelence. Od roku 1889 byl čestným majitelem pěšího pluku č. 16. Během vojenské služby získal několik vyznamenání. 
- Řád železné koruny III. třídy s válečnou dekorací (1849)
- Vojenský záslužný kříž s válečnou dekorací (1849)
- Bronzová vojenská záslužná medaile (1869)
- Řád železné koruny II. třídy (1879)
- Řád železné koruny I. třídy (1888)